# Łyżwiarstwo figurowe na Zimowych Igrzyskach Olimpijskich 2010 – pary sportowe
Łyżwiarstwo figurowe na Zimowych Igrzyskach Olimpijskich 2010 – pary sportowe – rywalizacja w jednej z konkurencji łyżwiarstwa figurowego – parach sportowych, rozgrywanej na Zimowych Igrzyskach Olimpijskich 2010 odbyła się 14 i 15 lutego w hali Pacific Coliseum.
Zawody olimpijskie zdominowali Chińczycy, mistrzami olimpijskimi zostali Shen Xue / Zhao Hongbo, zaś wicemistrzami Pang Qing / Tong Jian. Brązowy medal wywalczyli reprezentanci Niemiec Alona Sawczenko / Robin Szolkowy.

## Rekordy świata
Tabela prezentuje rekordy świata w konkurencji par sportowych przed rozpoczęciem zawodów olimpijskich:
| Segment         | Zawodnicy                          | Punkty | Data             | Zawody                  | Źr. |
| --------------- | ---------------------------------- | ------ | ---------------- | ----------------------- | --- |
| Nota łączna     | Shen Xue / Zhao Hongbo             | 214,25 | 5 grudnia 2009   | Finał Grand Prix 2009   |     |
| Program dowolny | Yūko Kawaguchi / Aleksandr Smirnow | 139,23 | 20 stycznia 2010 | Mistrzostwa Europy 2010 |     |
| Program krótki  | Shen Xue / Zhao Hongbo             | 75,36  | 3 grudnia 2009   | Finał Grand Prix 2009   |     |

W trakcie zawodów olimpijskich ustanowiono następujące rekordy świata:
| Segment         | Zawodnicy                        | Punkty | Data           |
| --------------- | -------------------------------- | ------ | -------------- |
| Nota łączna     | Shen Xue / Zhao Hongbo           | 216,57 | 15 lutego 2010 |
| Program dowolny | Pang Qing / Tong Jian            | 141,81 | 15 lutego 2010 |
| Program dowolny | Shen Xue / Zhao Hongbo           | 139,91 | 15 lutego 2010 |
| Program krótki  | Shen Xue / Zhao Hongbo           | 76,66  | 14 lutego 2010 |
| Program krótki  | Alona Sawczenko / Robin Szolkowy | 75,96  | 14 lutego 2010 |

## Terminarz
| Data      | Segment         | Godzina rozpoczęcia | Godzina rozpoczęcia |
| Data      | Segment         | Czas CET            | Czas lokalny        |
| --------- | --------------- | ------------------- | ------------------- |
| 14 lutego | Program krótki  | 00:30               | 16:30               |
| 15 lutego | Program dowolny | 01:00               | 17:00               |

## Wyniki

### Program krótki
| Poz. | Para                                  | Reprezentacja            | TSS      | Elementy oceny | Elementy oceny | Elementy oceny | Elementy oceny | Elementy oceny | Elementy oceny | Elementy oceny | Elementy oceny | Nbr. |
| Poz. | Para                                  | Reprezentacja            | TSS      | TES            | PCS            | SS             | TR             | PE             | CH             | IN             | Ded            | Nbr. |
| ---- | ------------------------------------- | ------------------------ | -------- | -------------- | -------------- | -------------- | -------------- | -------------- | -------------- | -------------- | -------------- | ---- |
| 1    | Shen Xue / Zhao Hongbo                | Chińska Republika Ludowa | 76,66 WR | 42,42          | 34,24          | 8,60           | 8,30           | 8,70           | 8,60           | 8,60           | 0,00           | 1    |
| 2    | Alona Sawczenko / Robin Szolkowy      | Niemcy                   | 75,96    | 42,24          | 33,72          | 8,40           | 8,25           | 8,55           | 8,50           | 8,45           | 0,00           | 20   |
| 3    | Yūko Kawaguchi / Aleksandr Smirnow    | Rosja                    | 74,16    | 40,92          | 33,24          | 8,25           | 8,10           | 8,45           | 8,30           | 8,45           | 0,00           | 16   |
| 4    | Pang Qing / Tong Jian                 | Chińska Republika Ludowa | 71,50    | 39,90          | 32,60          | 8,25           | 7,90           | 8,25           | 8,15           | 8,20           | 1,00           | 18   |
| 5    | Zhang Dan / Zhang Hao                 | Chińska Republika Ludowa | 71,28    | 41,08          | 30,20          | 7,70           | 7,40           | 7,55           | 7,65           | 7,45           | 0,00           | 19   |
| 6    | Jessica Dube / Bryce Davison          | Kanada                   | 65,36    | 36,16          | 30,20          | 7,60           | 7,30           | 7,60           | 7,65           | 7,60           | 1,00           | 17   |
| 7    | Anabelle Langlois / Cody Hay          | Kanada                   | 64,20    | 37,60          | 26,60          | 6,70           | 6,30           | 6,75           | 6,80           | 6,70           | 0,00           | 9    |
| 8    | Marija Muchortowa / Maksim Trańkow    | Rosja                    | 63,44    | 34,24          | 30,20          | 7,65           | 7,40           | 7,50           | 7,65           | 7,55           | 1,00           | 14   |
| 9    | Tetiana Wołosożar / Stanisław Morozow | Ukraina                  | 62,14    | 34,62          | 27,52          | 7,05           | 6,70           | 6,85           | 7,00           | 6,80           | 0,00           | 15   |
| 10   | Amanda Evora / Mark Ladwig            | Stany Zjednoczone        | 57,86    | 33,10          | 24,76          | 6,30           | 5,95           | 6,35           | 6,20           | 6,15           | 0,00           | 8    |
| 11   | Nicole Della Monica / Yannick Kocon   | Włochy                   | 56,82    | 31,90          | 24,92          | 6,40           | 6,10           | 6,15           | 6,40           | 6,10           | 0,00           | 11   |
| 12   | Wiera Bazarowa / Jurij Łarionow       | Rosja                    | 56,54    | 31,74          | 24,80          | 6,25           | 5,90           | 6,30           | 6,35           | 6,20           | 0,00           | 7    |
| 13   | Anaïs Morand / Antoine Dorsaz         | Szwajcaria               | 55,34    | 32,70          | 22,64          | 5,85           | 5,40           | 5,80           | 5,75           | 5,50           | 0,00           | 13   |
| 14   | Caydee Denney / Jeremy Barrett        | Stany Zjednoczone        | 53,26    | 29,86          | 23,40          | 6,00           | 5,60           | 5,95           | 5,95           | 5,75           | 0,00           | 4    |
| 15   | Vanessa James / Yannick Bonheur       | Francja                  | 51,16    | 28,56          | 22,60          | 5,75           | 5,40           | 5,65           | 5,80           | 5,65           | 0,00           | 6    |
| 16   | Stacey Kemp / David King              | Wielka Brytania          | 48,28    | 27,72          | 20,56          | 5,25           | 4,90           | 5,25           | 5,15           | 5,15           | 0,00           | 12   |
| 17   | Maylin Hausch / Daniel Wende          | Niemcy                   | 45,46    | 23,54          | 21,92          | 5,60           | 5,25           | 5,35           | 5,55           | 5,65           | 0,00           | 5    |
| 18   | Maria Sergejeva / Ilja Glebov         | Estonia                  | 42,18    | 23,70          | 19,48          | 5,15           | 4,60           | 4,85           | 5,00           | 4,75           | 1,00           | 2    |
| 19   | Kateryna Kostenko / Roman Tałan       | Ukraina                  | 39,54    | 21,74          | 18,80          | 4,85           | 4,50           | 4,65           | 4,85           | 4,65           | 1,00           | 10   |
| 20   | Joanna Sulej / Mateusz Chruściński    | Polska                   | 39,30    | 23,26          | 18,04          | 4,75           | 4,25           | 4,40           | 4,55           | 4,60           | 2,00           | 3    |

### Program dowolny
| Poz. | Para                                  | Reprezentacja            | TSS       | Elementy oceny | Elementy oceny | Elementy oceny | Elementy oceny | Elementy oceny | Elementy oceny | Elementy oceny | Elementy oceny | Nbr. |
| Poz. | Para                                  | Reprezentacja            | TSS       | TES            | PCS            | SS             | TR             | PE             | CH             | IN             | Ded            | Nbr. |
| ---- | ------------------------------------- | ------------------------ | --------- | -------------- | -------------- | -------------- | -------------- | -------------- | -------------- | -------------- | -------------- | ---- |
| 1    | Pang Qing / Tong Jian                 | Chińska Republika Ludowa | 141,81 WR | 70,53          | 71,28          | 8,90           | 8,70           | 9,00           | 8,90           | 9,05           | 0,00           | 19   |
| 2    | Shen Xue / Zhao Hongbo                | Chińska Republika Ludowa | 139,91    | 67,51          | 72,40          | 8,95           | 8,85           | 9,10           | 9,10           | 9,25           | 0,00           | 20   |
| 3    | Alona Sawczenko / Robin Szolkowy      | Niemcy                   | 134,64    | 65,08          | 70,56          | 8,85           | 8,60           | 8,85           | 8,85           | 8,95           | 1,00           | 18   |
| 4    | Zhang Dan / Zhang Hao                 | Chińska Republika Ludowa | 123,06    | 65,42          | 58,64          | 7,50           | 7,15           | 7,35           | 7,40           | 7,25           | 1,00           | 14   |
| 5    | Marija Muchortowa / Maksim Trańkow    | Rosja                    | 122,35    | 61,27          | 62,08          | 7,80           | 7,55           | 7,80           | 7,85           | 7,80           | 1,00           | 15   |
| 6    | Jessica Dube / Bryce Davison          | Kanada                   | 121,75    | 60,99          | 61,76          | 7,70           | 7,60           | 7,70           | 7,85           | 7,75           | 1,00           | 16   |
| 7    | Yūko Kawaguchi / Aleksandr Smirnow    | Rosja                    | 120,61    | 57,13          | 64,48          | 8,05           | 7,85           | 8,05           | 8,10           | 8,25           | 1,00           | 17   |
| 8    | Tetiana Wołosożar / Stanisław Morozow | Ukraina                  | 119,64    | 64,64          | 56,00          | 7,15           | 6,75           | 7,05           | 7,05           | 7,00           | 1,00           | 11   |
| 9    | Anabelle Langlois / Cody Hay          | Kanada                   | 115,77    | 60,45          | 56,32          | 7,10           | 6,80           | 7,05           | 7,10           | 7,15           | 1,00           | 13   |
| 10   | Amanda Evora / Mark Ladwig            | Stany Zjednoczone        | 114,06    | 62,06          | 52,00          | 6,45           | 6,45           | 6,65           | 6,45           | 6,50           | 0,00           | 9    |
| 11   | Wiera Bazarowa / Jurij Łarionow       | Rosja                    | 106,96    | 57,72          | 50,24          | 6,40           | 6,10           | 6,20           | 6,40           | 6,30           | 1,00           | 10   |
| 12   | Caydee Denney / Jeremy Barrett        | Stany Zjednoczone        | 105,07    | 56,27          | 48,80          | 6,20           | 5,85           | 6,25           | 6,15           | 6,05           | 0,00           | 8    |
| 13   | Nicole Della Monica / Yannick Kocon   | Włochy                   | 104,78    | 54,34          | 51,44          | 6,65           | 6,30           | 6,35           | 6,55           | 6,30           | 1,00           | 12   |
| 14   | Vanessa James / Yannick Bonheur       | Francja                  | 93,94     | 48,34          | 45,60          | 5,90           | 5,45           | 5,75           | 5,75           | 5,65           | 0,00           | 6    |
| 15   | Maylin Hausch / Daniel Wende          | Niemcy                   | 93,28     | 51,08          | 43,20          | 5,50           | 5,20           | 5,60           | 5,35           | 5,35           | 1,00           | 1    |
| 16   | Stacey Kemp / David King              | Wielka Brytania          | 91,66     | 49,90          | 41,76          | 5,25           | 5,10           | 5,30           | 5,30           | 5,15           | 0,00           | 5    |
| 17   | Anaïs Morand / Antoine Dorsaz         | Szwajcaria               | 89,08     | 48,44          | 42,64          | 5,40           | 5,25           | 5,15           | 5,45           | 5,40           | 2,00           | 7    |
| 18   | Joanna Sulej / Mateusz Chruściński    | Polska                   | 86,52     | 49,44          | 38,08          | 4,90           | 4,40           | 4,75           | 4,90           | 4,85           | 1,00           | 4    |
| 19   | Maria Sergejeva / Ilja Glebov         | Estonia                  | 82,72     | 43,92          | 38,80          | 5,05           | 4,65           | 4,90           | 4,95           | 4,70           | 0,00           | 3    |
| 20   | Kateryna Kostenko / Roman Tałan       | Ukraina                  | 81,44     | 45,52          | 35,92          | 4,65           | 4,20           | 4,65           | 4,50           | 4,45           | 0,00           | 2    |

### Klasyfikacja końcowa

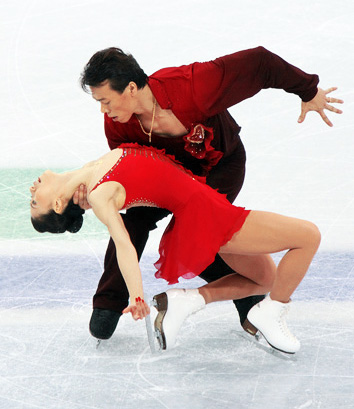
Mistrzowie olimpijscy Shen Xue / Zhao Hongbo – program dowolny

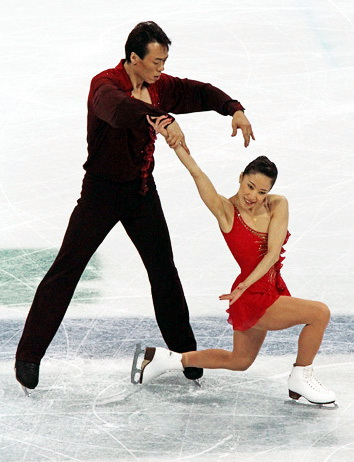
Mistrzowie olimpijscy Shen Xue / Zhao Hongbo – program dowolny

| Poz. | Zawodnicy                             | Reprezentacja            | Nota łączna | SP       | SP | FS        | FS |
| ---- | ------------------------------------- | ------------------------ | ----------- | -------- | -- | --------- | -- |
| 01 ! | Shen Xue / Zhao Hongbo                | Chińska Republika Ludowa | 216,57 WR   | 76,66 WR | 1  | 139,91    | 2  |
| 02 ! | Pang Qing / Tong Jian                 | Chińska Republika Ludowa | 213,31      | 71,50    | 4  | 141,81 WR | 1  |
| 03 ! | Alona Sawczenko / Robin Szolkowy      | Niemcy                   | 210,60      | 75,96    | 2  | 134,64    | 3  |
| 4    | Yūko Kawaguchi / Aleksandr Smirnow    | Rosja                    | 194,77      | 74,16    | 3  | 120,61    | 7  |
| 5    | Zhang Dan / Zhang Hao                 | Chińska Republika Ludowa | 194,34      | 71,28    | 5  | 123,06    | 4  |
| 6    | Jessica Dube / Bryce Davison          | Kanada                   | 187,11      | 65,36    | 6  | 121,75    | 6  |
| 7    | Marija Muchortowa / Maksim Trańkow    | Rosja                    | 185,79      | 63,44    | 8  | 122,35    | 5  |
| 8    | Tetiana Wołosożar / Stanisław Morozow | Ukraina                  | 181,78      | 62,14    | 9  | 119,64    | 8  |
| 9    | Anabelle Langlois / Cody Hay          | Kanada                   | 179,97      | 64,20    | 7  | 115,77    | 9  |
| 10   | Amanda Evora / Mark Ladwig            | Stany Zjednoczone        | 171,92      | 57,86    | 10 | 114,06    | 10 |
| 11   | Wiera Bazarowa / Jurij Łarionow       | Rosja                    | 163,50      | 56,54    | 12 | 106,96    | 11 |
| 12   | Nicole Della Monica / Yannick Kocon   | Włochy                   | 161,60      | 56,82    | 11 | 104,78    | 13 |
| 13   | Caydee Denney / Jeremy Barrett        | Stany Zjednoczone        | 158,33      | 53,26    | 14 | 105,07    | 12 |
| 14   | Vanessa James / Yannick Bonheur       | Francja                  | 145,10      | 51,16    | 15 | 93,94     | 14 |
| 15   | Anaïs Morand / Antoine Dorsaz         | Szwajcaria               | 144,42      | 55,34    | 13 | 89,08     | 17 |
| 16   | Stacey Kemp / David King              | Wielka Brytania          | 139,94      | 48,28    | 16 | 91,66     | 16 |
| 17   | Maylin Hausch / Daniel Wende          | Niemcy                   | 138,74      | 45,46    | 17 | 93,28     | 15 |
| 18   | Joanna Sulej / Mateusz Chruściński    | Polska                   | 125,82      | 39,30    | 20 | 86,52     | 18 |
| 19   | Maria Sergejeva / Ilja Glebov         | Estonia                  | 124,90      | 42,18    | 18 | 82,72     | 19 |
| 20   | Kateryna Kostenko / Roman Tałan       | Ukraina                  | 120,98      | 39,54    | 19 | 81,44     | 20 |